# Hamburgsund
Hamburgsund is een plaats in de gemeente Tanum in het landschap Bohuslän en de provincie Västra Götalands län in Zweden. De plaats heeft 801 inwoners (2005) en een oppervlakte van 101 hectare.